# Сабета (Канзас)
Сабета (англ. Sabetha) — місто (англ. city) в США, в округах Браун і Немага штату Канзас. Населення — 11 осіб (2020).

## Географія
Сабета розташована за координатами 39°54′37″ пн. ш. 95°47′34″ зх. д. / 39.91028° пн. ш. 95.79278° зх. д. (39.910340, -95.792827).  За даними Бюро перепису населення США в 2010 році місто мало площу 9,00 км², з яких 8,96 км² — суходіл та 0,04 км² — водойми. В 2017 році площа становила 8,24 км², з яких 8,21 км² — суходіл та 0,03 км² — водойми.

## Демографія
Згідно з переписом 2010 року, у місті мешкала 2571 особа в 1090 домогосподарствах у складі 645 родин. Густота населення становила 286 осіб/км².  Було 1230 помешкань (137/км²).
Расовий склад населення:
| - 96,6 % — білих - 0,9 % — чорних або афроамериканців - 0,5 % — корінних американців - 0,1 % — вихідців з тихоокеанських островів - 0,1 % — азіатів |

До двох чи більше рас належало 1,3 %. Частка іспаномовних становила 1,0 % від усіх жителів.
За віковим діапазоном населення розподілялося таким чином: 25,0 % — особи молодші 18 років, 50,8 % — особи у віці 18—64 років, 24,2 % — особи у віці 65 років та старші. Медіана віку мешканця становила 42,8 року. На 100 осіб жіночої статі у місті припадало 90,4 чоловіків;  на 100 жінок у віці від 18 років та старших — 87,9 чоловіків також старших 18 років.
Середній дохід на одне домашнє господарство  становив 54 038 доларів США (медіана — 43 043), а середній дохід на одну сім'ю — 69 803 долари (медіана — 64 722). Медіана доходів становила 43 864 долари для чоловіків та 31 463 долари для жінок. За межею бідності перебувало 16,0 % осіб, у тому числі 18,4 % дітей у віці до 18 років та 19,5 % осіб у віці 65 років та старших.
Цивільне працевлаштоване населення становило 1289 осіб. Основні галузі зайнятості: освіта, охорона здоров'я та соціальна допомога — 31,3 %, виробництво — 23,5 %, роздрібна торгівля — 11,7 %, публічна адміністрація — 5,0 %.